# ブレント・ブックウォルター
ブレント・ブックウォルター(Brent BookWalter 1984年2月16日‐)とは、アメリカ合衆国・ニューメキシコ州、アルバカーキ出身の自転車選手である。

## 経歴
2008年、BMC・レーシングチームとプロ契約。
2009年
- 国内選手権 ロード 4位

2010年
- ツール・ド・フランスに初出場。

2011年
- 国内選手権 ITT 4位

2012年
- 国内選手権 ITT 2位

2013年
- ツアー・オブ・カタール 区間2勝(第1・第2＝TTT)・総合2位
- 国内選手権
  - ITT 2位
  - ロード 2位

2017年
- ツアー・オブ・ユタ 区間優勝（第2ステージ）

2019年
- ミッチェルトン・スコットに移籍